# Plußsee
Der Plußsee östlich von Rathjensdorf im Kreis Plön ist ein See in Schleswig-Holstein. Er liegt in der Holsteinischen Schweiz und ist umgeben von einer hügeligen Moränenlandschaft. Geologisch handelt es sich bei dem Plußsee ein Söll – ohne Zuflüsse oder Abflüsse.
Der Plußsee hat eine runde Form mit einem Durchmesser von ca. 400 m, ist ca. 28 m tief und hat eine Größe von etwa 13 ha. Er liegt umgeben von Wald und ist als Seeadler-Brutgebiet besonders geschützt.
In den 1980er und 1990er Jahren wurde der Plußsee von Wissenschaftlern des MPI für Limnologie um Hans Jürgen Overbeck intensiv erforscht.